# Muriel Sharp
Muriel Sharp (nascida em 2 de maio de 1953) é uma ex-ciclista britânica. Defendeu as cores do Reino Unido na prova de estrada nos Jogos Olímpicos de 1984, realizada em Los Angeles.